# 814 Naval Air Squadron
814ème Escadron aéronaval
Le 814 Naval Air Squadron ou 814 NAS, surnommé les Flying Tigers, est un escadron de la Royal Navy Fleet Air Arm. Il est actuellement équipé de l'hélicoptère de guerre anti-sous-marine HM2 Merlin et est basé à la Royal Naval Air Station Culdrose (RNAS Culdrose) en Cornouailles. L'escadron a été formé en décembre 1938 et a été dissout et reformé plusieurs fois.

## Mission
En plus de son rôle de lutte anti-sous-marine, l'escadron a des capacités dans les opérations de lutte contre la piraterie, la livraison de l'aide humanitaire, l'évacuation sanitaire, le transport de fret sous-suspendu de transport moyen (jusqu'à 3,8 tonnes), la recherche et sauvetage, la lutte contre la drogue et les opérations de patrouille maritime et de sécurité. L'hélicoptère peut être armé de torpilles BAE Systems Sting Ray, de grenade anti-sous-marine Mark 11 et d'une mitrailleuse Browning M2.
L'escadron compte plus de 200 personnes qui lui sont affectées et est le plus grand escadron de la Merlin Fleet Air Arm jamais créé.

## Histoire

### Origine

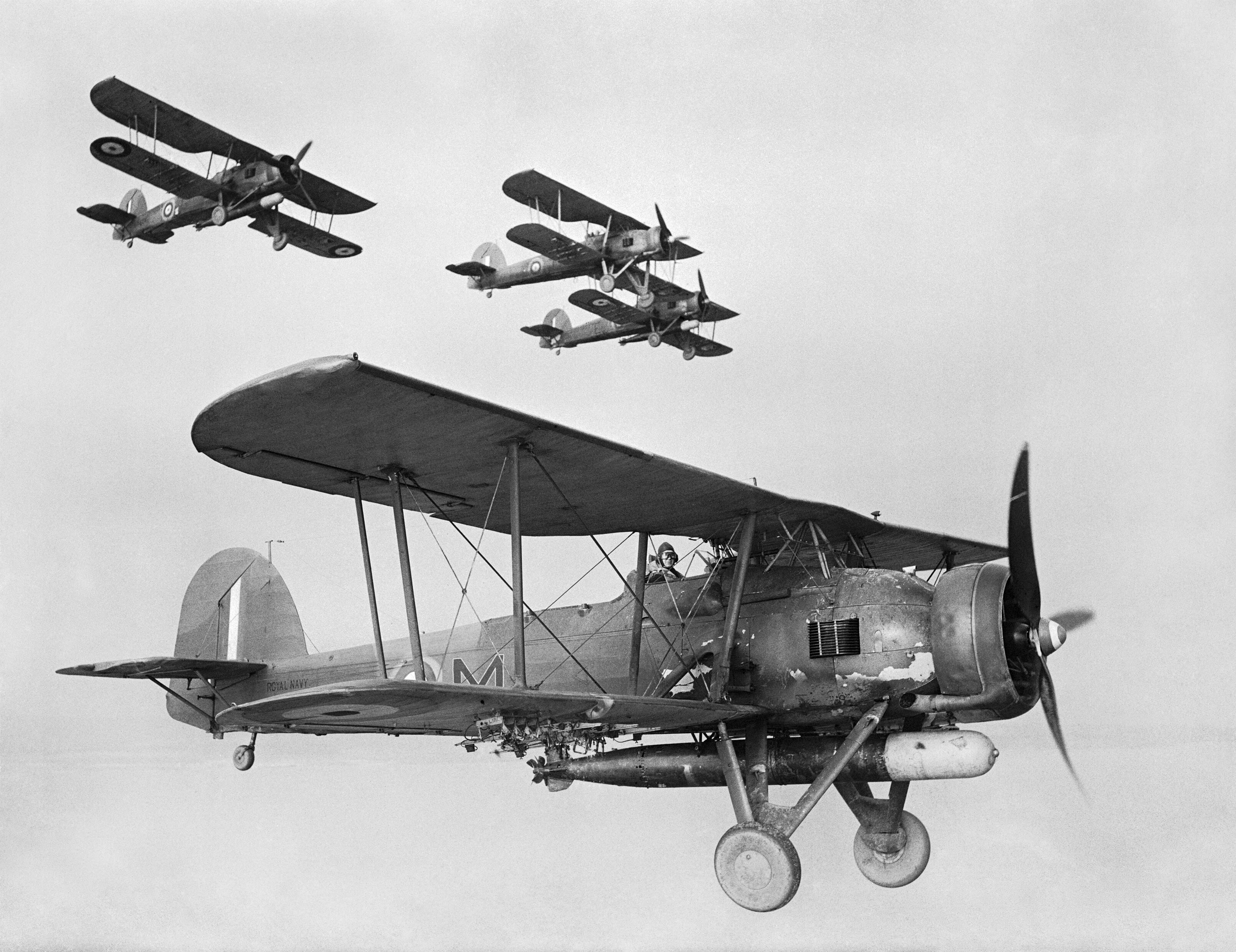
Fairey Swordfish Mk1 en 1940

Le 814 Naval Air Squadron a été créé en décembre 1938 en tant qu'escadron de bombardier-torpilleur de reconnaissance équipé de six Fairey Swordfish Mk I.
Initialement embarqué sur le porte-avions HMS Ark Royal (91) en janvier 1939, il est transféré sur le HMS Hermes (95) au début de la Seconde Guerre mondiale. Celui-ci a mis le cap sur l'Afrique de l'Ouest où l'escadron a aidé à rechercher le croiseur allemand Admiral Graf Spee. Il a également participé à la bataille de Dakar, endommageant le cuirassé du Régime de Vichy Richelieu le 8 juillet 1940.[4] De violents tirs antiaériens ont signifié que l'escadron n'a réussi qu'un seul coup, mais le cuirassé a été hors de combat pendant plus d'un an en conséquence. Pour sa participation à la bataille de l'Atlantique en 1940, l'escadron a reçu son seul honneur de bataille.

### Océan Indien et Extrême-Orient

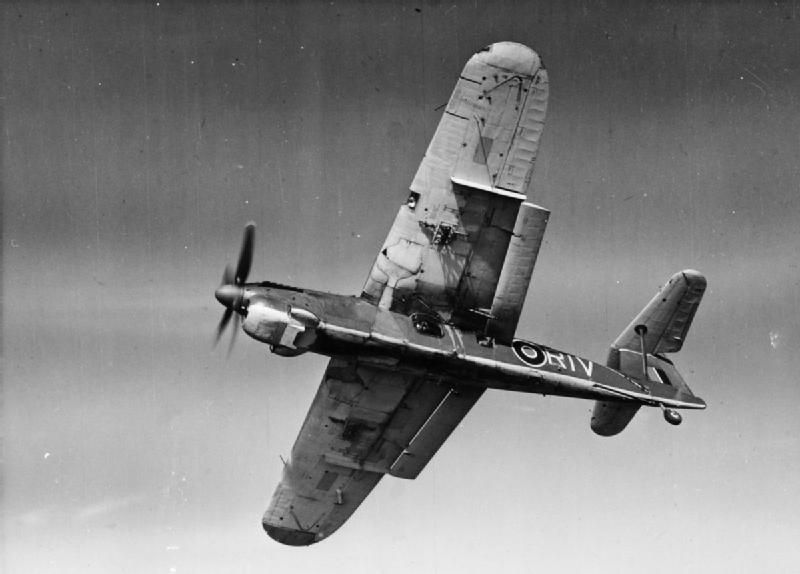
Fairey Barracuda durant WWII

Le HMS Hermes et l'escadron se sont rendus dans l'océan Indien en décembre 1940 pour fournir un soutien aux forces terrestres de la Somalie britannique en Afrique de l'Est, au cours de laquelle cinq navires marchands ennemis ont été capturés. En mai 1941, l'escadron a fourni un soutien à la Royal Air Force (RAF) en Irak et a ensuite assuré la protection des convois dans l'océan Indien. En avril 1942, alors que l'escadron était à terre, le HMS Hermes fut coulé par des avions japonais au large de Ceylan alors qu'il transitait entre Trincomalee et les Maldives. Le 814 NAS a ensuite été dissout en décembre 1942 à Ceylan,.
L'escadron s'est reformé au RNAS Stretton (en) dans le Cheshire en juillet 1944, désormais équipé du Fairey Barracuda Mk II, un bombardier-torpilleur en piqué. Il s'est embarqué sur le HMS Venerable (R63) en mars 1945 et s'est dirigé vers l'Extrême-Orient pour des patrouilles, bien qu'il n'ait vu aucune action pour le reste de la guerre.

### Guerre froide

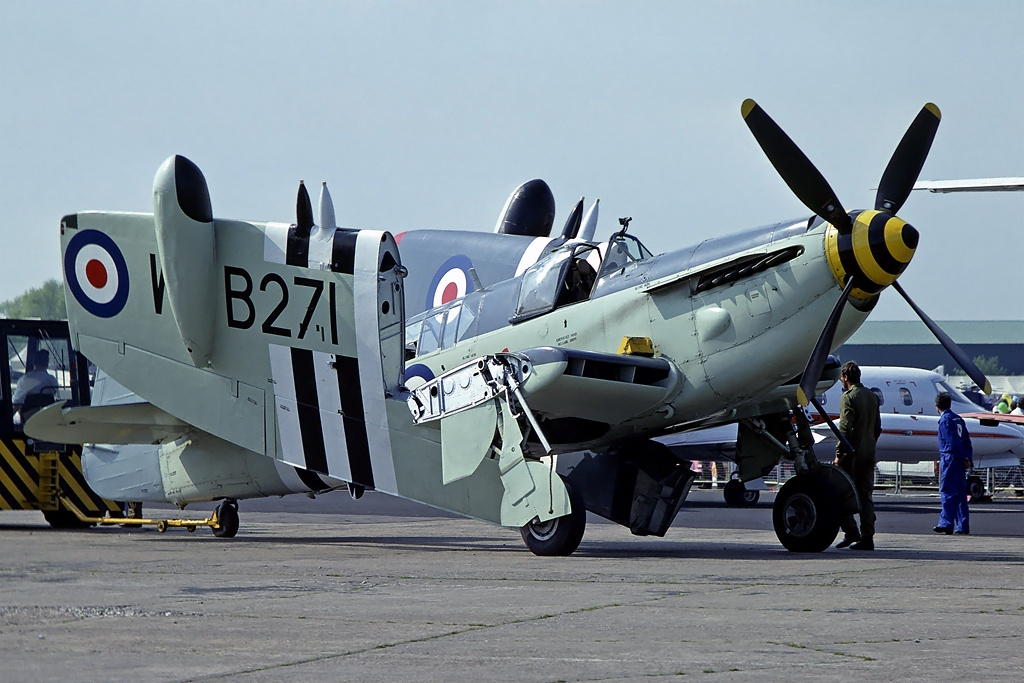
Fairey Firefly AS5

Dans les années d'après-guerre, l'escadron était équipé du Fairey Firefly , du Grumman TBF Avenger et du Fairey Gannet dans le rôle de guerre anti-sous-marin à bord du HMS Vengeance, recevant le Boyd Trophy (en) pour son haut niveau d'efficacité opérationnelle en 1951.
En 1960, l'escadron a continué dans le rôle e lutte anti-sous-marine et a été équipé de son premier hélicoptère, le Westland Whirlwind HAS.7, remplacé plus tard par le Westland Wessex HAS.1. Le Wessex HAS.3 a été introduit en 1967, fournissant à l'escadron son premier hélicoptère équipé d'un radar. Pendant ce temps, l'escadron est embarqué sur le HMS Victorious (R38) et le HMS Hermes (95) pour patrouiller à l'est de Suez. En 1968, il reçoit de nouveau reçu le Boyd Trophy, à cette occasion pour avoir atteint un haut niveau d'efficacité opérationnelle en mer avec le Wessex HAS.3. L'escadron a été désarmé pour la deuxième fois en juillet 1970.

### Sea King
L'escadron s'est reformé au RNAS Prestwick (HMS Gannet) dans l'Aryshire en mars 1973, équipé de quatre hélicoptères Westland Sea King HAS.1. Il a entrepris des missions avec le HMS Bulwark (R08) et le HMS Hermes (R12), aidant à l'évacuation des citoyens britanniques lors de l'invasion turque de Chypre en 1974. Le Sea King HAS.2 a été introduit en 1977, faisant de l'escadron le premier de la Royal Navy à exploiter un hélicoptère avec un équipement de sonar passif. Le 814 NAS a déménagé de Prestwick à la Royal Naval Air Station Culdrose le 9 avril 1976 et y est resté depuis. À la fin de 1976, l'effectif de l'unité était passé à neuf hélicoptères.

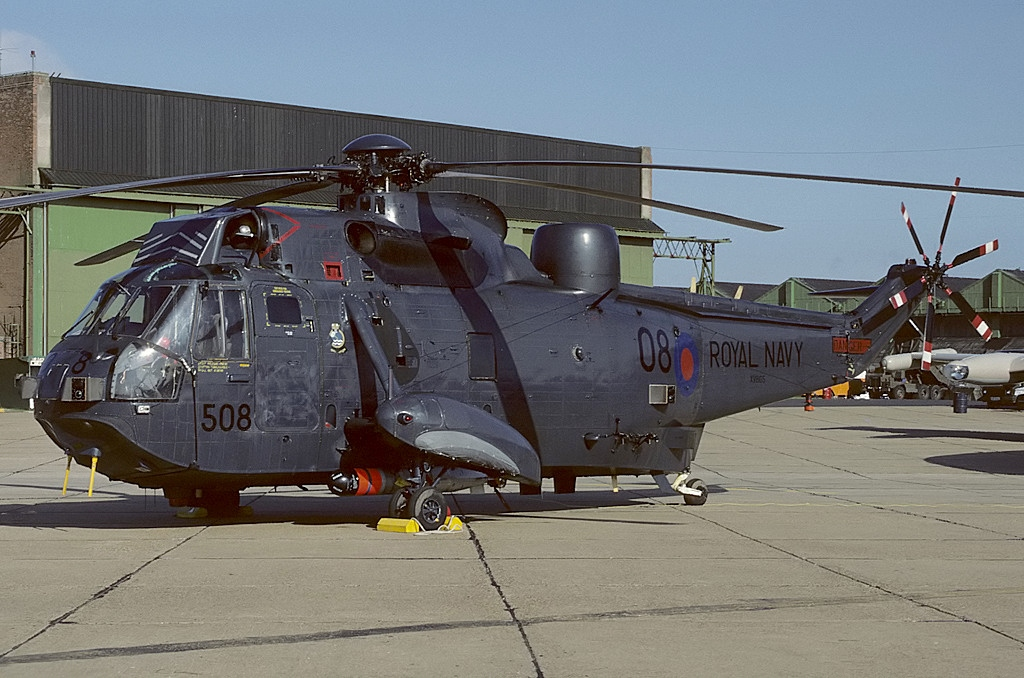
Westland Sea King HAS6 du 814 NAS en 1986

L'escadron est devenu membre à part entière de l'Association des Tigres de l'OTAN en 1979, une organisation ayant pour but de promouvoir la solidarité entre les forces aériennes de l'OTAN.
Au moment de la guerre des Malouines en avril 1982, le Sea King HAS.5 amélioré était entré en service dans l'escadron et en août 1982, il embarqua sur le HMS Illustrious (R06) pour les patrouilles de l'Atlantique Sud. Le 814 NAS s'est rééquipé en 1990 du Sea King HAS.6 opérant à partir du porte-avions HMS Invincible (R05) pendant la guerre du Golfe en 1991 et plus tard pendant la Guerre de Bosnie-Herzégovine et la Guerre du Kosovo. En décembre 2000, l'unité a été mise hors service pour la troisième fois.

### XXIesiècle

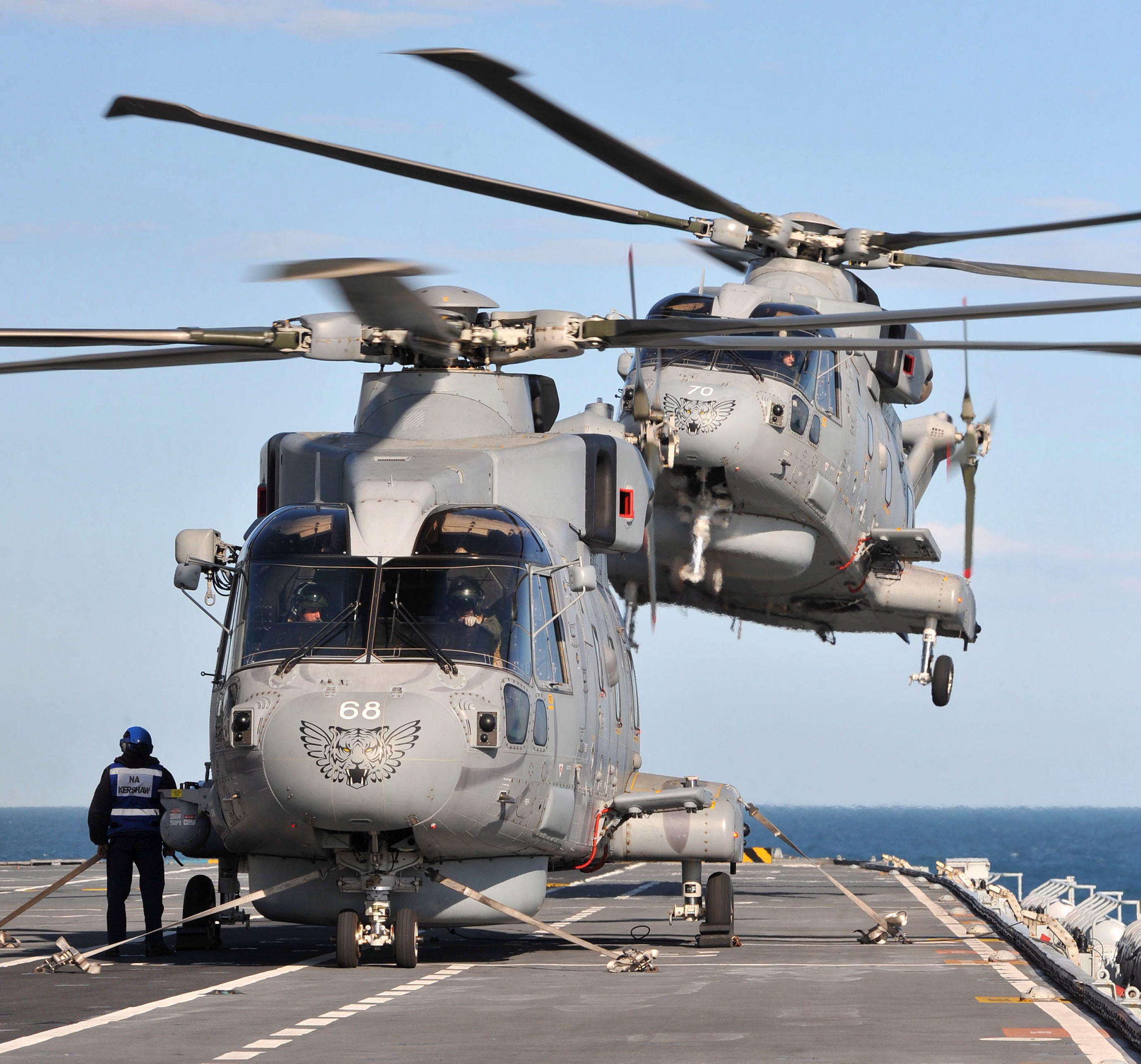
Deux AgustaWestland Merlin HM2 du 814 NAS atterrissant sur le HMS Illustrious lors de l'exercice Joint Warrior près de l'Écosse en 2012

L'escadron a été reformé en octobre 2001 au RNAS Culdrose, désormais équipé de l'AgustaWestland Merlin HM1, remplaçant le Sea King de guerre anti-sous-marine de la Fleet Air Arm. Il est conçu pour être déployé à bord de navires ou à opérer à partir du rivage dans une variété de rôles maritimes.
Les Merlin de l'escadron ont vu le service opérationnel à bord du HMS Illustrious , pendant la guerre d'Irak (opération Telic) et dans la région plus large du golfe Persique. En mai 2012, il a de nouveau participé à l'Exercice Joint Warrior au large des côtes écossaises avec le HMS Illustrious.
Les Jeux olympiques d'été de 2012 à Londres ont vu l'escadron se déployer sur le RNAS Yeovilton dans le Somerset pour effectuer des opérations de sécurité maritime. Le transporteur amphibie HMS Bulwark (L15) agissait comme unité de commandement de la police pour la régate de Voile aux Jeux olympiques d'été de 2012 qui se déroulait dans la baie de Weymouth. Le 814 NAS a participé à l'exercice Dynamic Manta 16 en Méditerranée. Basée à la base aérienne de Sigonella en Sicile, l'unité a travaillé aux côtés de huit autres pays de l'OTAN lors du grand exercice de guerre anti-sous-marine. L'escadron est revenu pour l'exercice 2017, lorsqu'il était à nouveau basé à Sigonella et l'exercice 2018, lorsqu'il était basé à la Station aéronavale de Fontanarossa, également en Sicile.
Les aéronefs et le personnel du 829 Naval Air Squadron, également basé au RNAS Culdrose, ont fusionné avec le 814 Naval Air Squadron en mars 2018, créant ainsi le plus grand escadron de la Merlin Fleet Air Arm.